# Онацкий, Евгений Дометьевич
Евгений Дометьевич Онацкий (укр. Євген Дометійович Онацький; 13 января 1894, Глухов, Российская империя — 27 октября 1979, Буэнос-Айрес, Аргентина) — украинский политический деятель, энциклопедист, журналист и ученый, член Украинской Центральной рады.

## Биография
Родился в городе Глухов, Черниговской губернии, Российская империя. В 1904 году вместе с семьей переехал в Каменец-Подольский, где учился в гимназии, которую окончил в 1912 году.
В 1917 году окончил историко-филологическом факультете Киевского университета, был членом Научного общества имени Т. Г. Шевченко.
В 1917 году вошел в состав Украинской Центральной рады как представитель украинского студенчества. В 1918 году стал главой студенческого совета Киева.
В 1919 году был в составе правительственной делегации Украинской Народной Республики на Мирной конференции в Париже.
В начале 1920-х годов иммигрировал в Италию, поселился в Риме, где возглавил бюро украинской дипломатической миссии и был редактором её журнала «Голос Украйны» («La voce del Ucraina»). В межвоенный период сотрудничал с украинскими периодическими изданиями.
В 1930-х годах был ярым приверженцем итальянского фашизма, однако не проводил черту равенства между ним и украинским национализмом.
С 1936 года по 1940 год являлся профессором в Высшем Восточном институте в Неаполе, где преподавал украинский язык. С 1940 года по 1943 год преподавал в Римском университете.
В 1943 году был арестован немецкими властями, содержался в тюрьме в Риме затем в Берлине и Ораниенбурге.
Весной 1947 года эмигрировал в Аргентину. В 1949 году стал одним из основателей и первым председателем Союза украинских учёных, художников и литераторов в Буэнос-Айресе. Занимал ряд других должностей в украинских эмигрантских организациях в Аргентине. Евгений Дометьевич принимал участие в выпуске, в 1959 году, Украинской малой энциклопедии. В 1964 году из-за проблем со зрением отошел от активной общественной жизни.
Умер в 1979 году в Буэнос-Айресе, был похоронен на кладбище Ла-Чакарита. Позже перезахоронен на Украинском кладбище в Монте-Гранде.

## Память
- В его честь названы улицы в Чернигове и Глухове.